# Vejtiba
Vejtiba ili Vertiba (mađ. Vejti) je selo na krajnjem jugu Republike Mađarske.
Zauzima površinu od 9,76 km četvornih.

## Zemljopisni položaj
Nalazi se na 45° 49' sjeverne zemljopisne širine i 17° 58' istočne zemljopisne dužine, 1 km od rijeke Drave i granice s Republikom Hrvatskom. Podravska Moslavina u RH je udaljena 1,5 km jugoistočno.
Piškiba je 1,5 km zapadno, Lúzsok je 2 km sjeverozapadno, Vajslovo je 3,5 km sjeverno-sjeveroistočno, Hirics je 1,5 km sjeveroistočno, a Cún je 7 km istočno.

## Upravna organizacija
Upravno pripada Šeljinskoj mikroregiji u Baranjskoj županiji. Poštanski broj je 7838. 

## Povijest
Kraj je naseljen od davnih vremena. Na mjestu današnje Vertibe su nađene stare kovanice, ulomci keramike i temelji starih građevina.
Dokumenti ju spominju još 1341. pod imenom Veyteh.
Za vrijeme turske vlasti nije opustila za razliku od brojnih susjednih sela. Ponajviše su u ono vrijeme stanovnicima bili Mađari.
Početkom 20. st. je Vejtiba pripadala šikloškom kotaru.
Prema popisu stanovništva iz 1940. je u selu bilo 439 stanovnika, od čega su po metodologiji po kojoj je sproveden popis, 438 bili Mađari. 136 su bili rimokatolici, a 301 protestant. 
Nacionalnom parku Dunav-Drava pripada i ovo selo. Granica je 12 hektarska šuma starih hrastova lužnjaka, klena itd. 

## Stanovništvo
Vejtiba (Vertiba) ima 202 stanovnika (2001.). Mađari su većina. Preko polovine stanovnika su rimokatolici, nešto preko trećine su kalvinisti.

## Ostalo
- termalne vode
- Őstölgyes - šumski pašnjaci površine 12 ha koji pripadaju nacionalnom parku Dunav-Drava; šume su hrastove i klenove

## Vanjske poveznice
- Vejtiba na fallingrain.com